# Macaranga didymocarpa
Macaranga didymocarpa là một loài thực vật có hoa trong họ Đại kích. Loài này được Whitmore mô tả khoa học đầu tiên năm 1984.